# 船戸明里
船戸 明里（ふなと あかり、英語表記:Akari Funato、1973年3月21日 - ）は、日本のイラストレーター、漫画家。女性。愛知県出身、在住。
船戸明里は本名。高校2年次、さとあきらのペンネームで同人活動を始め、デビュー数年後（1998年）まで続ける。
1993年、隔月刊誌『電撃メガドライブ』にてデビュー以来、ゲームの原画やゲーム原作のコミカライズ、小説の挿絵まで幅広い仕事を手掛けている。
現在、オリジナルの漫画『Under the Rose』をWebコミック「スピカ」（幻冬舎発行）にて連載中。
2008年、3月韓国のサイトで自分の絵が無断転載された事について厳しく非難した（幻冬舎コミックスから韓国の出版社に対処ののち解決済み）。

## 主な作品

### 漫画
- Under the Rose (幻冬舎バーズコミックス、Webコミック『スピカ』にて連載中・2024年1月現在10巻まで刊行)
  - Honey Rose (ファミ通Bros.誌にて2001年10月号より連載、全9回・未単行本化、電子書籍として配信中。「Under the Rose」より後の時代を舞台とする)
- LUNAR ヴェーン飛空船物語 (角川書店 あすかコミックスDX・全1巻) ※「LUNAR シルバースターストーリー」サイドストーリー
- LUNAR 幼年期の終わり (角川ドラゴンコミックスJr.、全1巻。原著：重馬敬） ※「LUNAR ETERNAL BLUE」サイドストーリー
- 若草一家でいこう! (角川書店 あすかコミックスDX(絶版)、幻冬舎 バーズコミックスにて復刊・全1巻、原案：友谷蒼)
- 星の砂漠 タルシャス・ナイト (角川書 店あすかコミックスDX(絶版)、幻冬舎バーズコミックスにて復刊・全1巻、原案：友谷蒼)

アンソロジー・読切
- 高機動幻想ガンパレード・マーチ(第1集)≪スクウェア・エニックス≫※漫画１２Ｐ＋あとがき１Ｐ＋カバー裏イラスト
  - 高機動幻想ガンパレード・マーチ(第5、6集)≪スクウェア・エニックス≫※カバーイラストのみ
- ベルウィックサーガアンソロジーコミック≪エンターブレイン≫※カバーイラストのみ
- 週刊マンガ日本史 第7号『藤原道長』（朝日新聞出版）

### ゲーム
- LUNARシリーズ
  - LUNAR さんぽする学園（キャラクターデザイン）
  - LUNAR シルバースターストーリー（スーパーバイザー、アニメーター）
    - LUNAR ハーモニーオブシルバースター（フェイスグラフィックレイアウト・ドローイングスーパーバイザー&原画、パッケージ/広告イラストレーションドローイングスーパーバイザー、アニメーター）

  - LUNAR ETERNAL BLUE（ブロマイドレイアウト）
  - 魔法学園LUNAR!（イラスト）
- ギャラクシーファイト ユニバーサル・ウォーリアーズ（SS版/イラストレーション）
- カオスシード〜風水回廊記〜/仙窟活龍大戦カオスシード（キャラクターデザイン）
- アルバートオデッセイ外伝〜LEGEND OF ELDEAN〜（イラストレーション）
- 幻想水滸伝カードストーリーズ（カードゲーム）※カードのイラスト数枚を担当

### 小説挿絵
- 流血女神伝シリーズ≪コバルト文庫（集英社）≫(著/須賀しのぶ)
  - 帝国の娘＜前・後編＞
  - 砂の覇王＜全9巻＞
  - 女神の花嫁＜前・中・後編＞
  - 暗き神の鎖＜前・中・後編＞
  - 喪の女王＜全8巻＞
  - 天気晴朗なれど波高し。 ＜全2巻＞※番外編
- 理央の科学捜査ファイルシリーズ ≪富士見ミステリー文庫（富士見書房）≫(著/夏緑)
  - 静寂の森の殺人－理央の科学捜査ファイル＜1＞－
  - 赤い部屋の殺意－理央の科学捜査ファイル＜2＞－
  - そして私が消えてゆく－理央の科学捜査ファイル ＜3＞－
- 若草一家でいこう!≪ティーンズルビー文庫（角川書店）≫(著/友谷蒼)
- あなたも殺人犯になれる!≪カドカワ・エンタテインメント（角川書店）≫(著/赤川次郎)
- 魔法の迷い道≪EXノベルズ（エニックス）≫（著/ひかわ玲子)
- 翠天回帰≪プランニングハウス≫（著/大野香織子)
- わたしたちは天使なのよ!〜放課後のファンタジスタ〜 ≪EXノベルズ（スクウェア・エニックス）≫ (著/久美沙織)
- LUNARシリーズ≪角川スニーカー文庫（角川書店）
  - LUNAR -シルバースターストーリー 全3巻(著/重馬敬)
  - LUNAR2 エターナルブルー -青き星のルーシア 全3巻(著/重馬敬、細江ひろみ)
  - LUNAR2 レミーナただいま修行中! (著/重馬敬、細江ひろみ)

### イラスト集
- カオスシード設定資料集 「点心爛漫」 (ソフトバンクパブリッシング、ゲーム設定資料集)